# Емилијан Требијски
Свети Емилијан јерменин је православни светитељ и епископ који је мученички пострадао око 300. године.
Рођен је у Јерменији. Родитељи су му били хришћани и племићи.
У то време трајао је прогон хришћана од стране римских царева Диоклецијана и Максимијана. Емилијан је, заједно са својом браћом Дионисијем и Ермипом, због тога отишао у Европу са намером да проповедају Јеванђеље и ако треба пострадају заједно за Христа. Са њима је пошао и њихов учитељ јеромонах Иларион.
Населили су се у граду Сполитону (саврмени Сполето) у Италији. Након смрти епископа суседног града Требија Емилијан је изабран за његовог наследника. У чин епископа увео га је папа Маркелиније.
Максимијан који је управљао том облашћу ухапсио га је и оптужио за ширење хришчанства. Након дуготрајног мучења и његовог одбијања да се одрекне христове вере наредио је да ухапсе његову браћу и учитеља Илариона. И они су били непоколебљиви и својим трпљењем још више привукли вери грађане читаве Италије. Због тога су сви убијени јавно на тргу.
Након престанка прогона хришћана његове мошти пренете су у саборни храм града Требије где се и данас чувају.
Православна црква прославља светог Емилијана 18. августа по јулијанском календару.